# Hypovoria pilibasis
Hypovoria pilibasis är en tvåvingeart som först beskrevs av Villeneuve 1922.  Hypovoria pilibasis ingår i släktet Hypovoria och familjen parasitflugor. Inga underarter finns listade i Catalogue of Life.